# Estados Unidos v. Um Pacote de Pessários Japoneses
| Estados Unidos v. Um Pacote de Pessários Japoneses                                                                          |
| --- |
| Segundo Circuito de Cortes de Apelação dos Estados Unidos                                                                   |
| Informações sobre o caso |
| Nome completo: Estados Unidos da América v. Um Pacote de Pessários Japoneses                                                |
| Decisão: A Corte anulou uma cláusula importante das leis anticonceptivas que proibiam os médicos de obterem contraceptivos. |
| Integrantes |
| Learned Hand, Augustus Noble Hand e Thomas Walter Swan                                                                      |

Estados Unidos v. Um Pacote de Pessários Japoneses (geralmente conhecido apenas como U.S. v. Um Pacote) foi um caso do Segundo Circuito de Cortes de Apelação dos Estados Unidos envolvendo o controle de natalidade.

## Antecedentes
Em 1873, o Congresso adotou a Lei de Comstock, que proibia a importação ou o envio de "matéria obscena". A definição de matéria obscena da lei incluiu contraceptivos ou informações sobre contracepção. Na década de 1930, Margaret Sanger e o Comitê Nacional de Legislação Federal para o Controle da Natalidade pressionaram o Congresso para revisar esta lei, mas não tiveram êxito.

## Decisão
A Dra. Hannah Stone, em uma das clínicas de Sanger, ordenou que um novo tipo de diafragma (um pessário) de um médico japonês fosse enviado de Tóquio para os Estados Unidos. Após a chegada aos Estados Unidos, a embarcação foi apreendida e confiscada nos termos da Lei Tarifária de 1930, que incorporou as disposições anticoncorrenciais da Lei de Comstock.
Um tribunal inferior decidiu contra o governo. Quando o governo apelou para o Segundo Circuito de Cortes de Apelação dos Estados Unidos, o tribunal de apelação confirmou, de forma unânime, a decisão do tribunal inferior. O tribunal de apelação considerou que a lei não podia ser usada para interceptar remessas originadas por um médico.

## Nota
- Este artigo foi inicialmente traduzido, total ou parcialmente, do artigo da Wikipédia em inglês cujo título é «United States v. One Package of Japanese Pessaries», especificamente desta versão.